# DJ Дэн
Андре́й Вячесла́вович Ко́тов  (род. 13 февраля 1971, Оренбург, СССР), более известный как Дэн и DJ Дэн — российский рэп-исполнитель, диджей и танцор брейк-данса. Участник рэп-группы «Мальчишник», а также проектов Storm Crew и «Барбитура». Является одним из первых советских и российских рэп-исполнителей.
С 1988 по 1991 год на протяжении трёх лет занимался брейк-дансом, танцевал в составе коллектива «Планета Рок». Финалист Всесоюзных фестивалей по брейк-дансу, среди которых Papuga '88/89, «Колобок '89/90». Чемпион СССР по брейк-дансу в стиле «электрик-буги» (1989), обладатель титула «Grandmaster Electric Boogie» на Всесоюзном брейк-данс-фестивале Papuga '89 (Паланга, Литва). В 1991 году Дэн стал участником скандального хип-хоп-трио «Мальчишник», ставшего известным за счёт хита «Секс без перерыва».
В 1993 году увлёкся брейкбитом и стал выступать под именем DJ Dan. В 1995 году объединился с DJ Грувом в ассоциацию Storm Crew, самой заметной композицией которой стала «Step Off» (1997). В 1996 году вместе с Павлом «Мутабором» Галкиным и Михаилом «Мышц» Воиновым создал танцевально-электронный проект «Барбитура», в рамках которого было выпущено шесть альбомов. В 2000 году Дэн и Мутабор объявили о восстановлении «Мальчишника» и дуэтом выпустили пять альбомов. В 2006 году группа прекратила творческую деятельность. В 2010 году Дэн и Мутабор возобновили концертную деятельность.
Упоминался в журнале «Птюч» как «один из первых российских диджеев, кто начал играть музыку в стиле джангл» и «отец российского драм-н-бейса». Является лауреатом и номинантом музыкальной премии «Золотой Птюч». Был номинирован на «Лучшего диджея» 1997 и 1998 года. Был признан «Лучшим диджеем» 1999 года. Его ремикс на песню «Ноль ноль первый» Валерия Сюткина стал «Лучшим ремиксом» 2000 года. Был номинирован на «Лучшего диджея» и «Лучший диск» 2000 года за сольный альбом «Шоссе». С 2004 по 2010 год DJ Дэн входил в рейтинг лучших диджеев страны «Top 100 DJ России» по итогам онлайн-голосования на сайте DJ.ru.

## Биография

### Ранние годы
Андрей Котов родился 13 февраля 1971 года в Оренбурге. В 1985 году во время учёбы в школе приезжал в Москву на экскурсию. В 1986 году, закончив школу, поступил в училище на художника-оформителя (паркетчика), откуда его выгнали за непосещаемость в 1987 году.

### Творчество

#### Планета Рок
В 1987 году в возрасте 16 лет Котов приехал в Москву. На Арбате он познакомился с ребятам, занимавшимися брейк-дансом, и стал танцевать вместе с ними. Там же получил прозвище «Дэнс», которое затем сократилось до «Дэна». Арбат стал для него не только местом работы, но и временным домом. Через несколько дней к нему подошёл Антон «Кентоша» Собко и предложил ему познакомиться с «Фредом», «Гансом» и «Дельфином», чей уровень танцев был на порядок выше. Так он вошёл в состав брейк-данс-коллектива «Планета Рок», где каждый из трёх танцоров работал в разных стилях: «Дэн» («электрик-буги), «Дельфин» («локинг») и «Кентоша» («кинг-тат»). Для исполнения танцев на Арбате они брали картон или оргалит, стелили его на асфальт и танцевали брейк-данс под музыку из магнитофона. Полгода Дэн жил в квартире у Дельфина, а затем познакомился с девушкой и стал жить у неё. Коллектив «Планета Рок» получил много призов и грамот с различных танцевальных фестивалей. Выступления Дэна можно встретить на записях с брейк-фестивалей Papuga '88 и Papuga '89 в Паланге, «Колобок '89» и «Колобок '90» в Горьком.

#### Мальчишник
Весной 1991 года Дэн стал участником рэп-группы «Мальчишник» в качестве вокалиста. Все вокальные партии в группе исполняли Павел «Мутабор» Галкин и Андрей «Дэн» Котов, поскольку у танцоров «Клёпы» и «Рафа» не получалось читать речитатив. В таком составе группа записала дебютную песню «Ночь» и сняла на неё видео. Позже в группе появился Андрей Лысиков («Дельфин») в качестве автора текстов. В качестве стиля группы была выбрана смесь американских рэп-групп 2 Live Crew и Beastie Boys. Дебютный альбом «Поговорим о сексе» издавался три раза, разошёлся тиражом более миллиона экземпляров и имел большой успех у широкой аудитории. Секс был основной темой песен группы, самой известной из которых стал хит «Секс без перерыва». Из-за ряда скандалов, произошедших с коллективом, группу стали называть скандальным хип-хоп-трио.
В 2000 году Дэн и Мутабор решили возродить группу «Мальчишник» и дуэтом выпустили пять альбомов на лейбле Classic Company: «Сандали» (2001), «Оглобля» (2002), «Пена» (2004), «Мальчишник @ С.П.Б.» (2004) и Weekend (2006). В 2006 году группа прекратила творческую деятельность. В 2010 году Дэн и Мутабор возобновили концертную деятельность.

#### DJ Дэн
В 1993 году Дэн увлёкся новым музыкальным направлением брейкбит и стал резидентом ночного клуба «Арлекино», выступая под именем DJ Dan.
В 1994 году при записи альбома «Кегли» для группы «Мальчишник» Дэн в качестве эксперимента добавил джангловые барабаны в песню «Хит». Своей первой сольной композицией в стиле джангл Дэн считает «Gun Power» (1995).
В 1994 году, играя брейкбит и джангл на столичных танцполах, DJ Дэн через известного промоутера Евгения Жмакина познакомился с DJ Грувом, который на тот момент занимался тем же самым, но только в Санкт-Петербурге. Первыми экспериментами Грува в стиле джангл стали ремиксы на старые песни «Мальчишника», которые он создал при участии звукорежиссёра Яна Миренского в мае 1995 года. В 1995 году Дэн и Грув создали диджейскую ассоциацию Storm Crew, главной задачей которой является внедрение в массы джангл-музыки с помощью радио и джангл-вечеринок. А также стали ведущими авторской программы «Шторм» на радио «Станция» 1 ноября 1995 года.
Осенью 1996 года Дэн вместе с бывшим участником группы «Мальчишник», Павлом «Мутабором» Галкиным, а также гитаристом группы «Дубовый Гай», Михаилом «Мышц» Воиновым, создал танцевально-электронный проект «Барбитура», основой которого стали стили джангл и брейкбит. В период с 1996 по 2004 год в рамках проекта «Барбитура» было выпущено 6 альбомов на лейбле Classic Company и сделано несколько концертных шоу: «Планета рок» (1997), «Цифры» (1999), «Конструктор» (2002), Untitled Folder (2003), Dub Plates (2003), New Life (2004).
В 1997 году компания The Coca-Cola Company совместно с лейблом Extraphone выпустила на компакт-дисках мини-альбом «E.P. New Level» дуэта Storm Crew (DJ Дэн и DJ Грув) как приложение к третьему номеру журнала «Птюч». На релиз вошло четыре трека команды: «Step Off», «Liquid Sky», «Password» и «Fever 95». По мнению Грува, это первый релиз в России музыки в стиле джангл. Летом DJ Dan выпустил на лейбле Comma Records брейкбит-микстейп «Total Breaks», а на лейбле Classic Company — брейкбит-компиляцию «Шторм». В 1997 году Дэн организовал собственный лейбл Dan Jet Records. Первый релиз вышел совместно с лейблом Extraphone в сентябре в трёх форматах: CD, аудиокассета и винил. В компиляцию «Книга джунглей. Том I» вошло 4 трека в стиле брейкбит и 4 трека в стиле джангл. Брейкбитовая часть состоит из композиции DJ Грува (под псевдонимом «Мегафон»), совместной композиции Дэна и группы «Радиотранс» и двух треков от проектов Plexus и «Акваланг», созданных одним и тем же человеком. Джангловая часть состоит из сольной композиции самого Дэна, «Gun Power», совместной вещи диджеев Djungl и Dad D и двух треков дуэта The Crude Project. Подводя музыкальные итоги года, журнал «Птюч» отметил, что в этом году DJ Дэн «выплыл из-за тени Грува, надёжно укрывавшей его».
В 1998 году композиция «Step Off» ассоциации Storm Crew попала в Лондон благодаря диджею Alias D. и стала популярна среди лондонских диджеев, а режиссёром Алексеем Лукьянчиковым был снят видеоклип на композицию «Космонавты» группы «Барбитура». В октябре 1998 года компания The Coca-Cola Company совместно с лейблом Ptuch Sound System выпустила на компакт-дисках компиляцию «Sprite. Движущий Инстинкт II» как приложение к октябрьскому номеру журнала «Птюч». Согласно опросу читателей журнала были отобраны три проекта: Грув, «Барбитура», Компас-Врубель. На релиз вошло четыре трека группы «Барбитура»: «Месть (He Shall Die)», «Агония (Fever)», «Barbitura (R U Ready For Dis?)» и «Synthetica». Помимо этого диджеи Дэн, Грув и Компас-Врубель были помещены на обложку номера. Также Дэн завершил работу над своим сольным альбомом в стиле джангл. По словам музыканта, на создание пластинки он потратил два месяца на студии, в результате чего пропустил фестиваль «Казантип-98». 21 ноября 1998 года диджей Дэн и группа «Барбитура» выступили на фестивале «Восточный удар» во Дворце спорта «Юбилейный» в Санкт-Петербурге. На одноимённой компиляции «Восточный удар» DJ Дэн был представлен с треком «Сила оружия» («Gun Power»).
В 1999 году группа «Барбитура» выпустила второй по счёту альбом под названием «Цифры», состоящий из треков 1997 года. Весной диджеи Грув и Фонарь, а также группа «Барбитура» (Дэн и Мутабор) участвовали в музыкальном марафоне «Sprite. Движущий Инстинкт», организованном компанией The Coca-Cola Company в восьми городах России. Бессменные ведущие программы Storm, Грув и Дэн, выступили на ежегодном музыкальном фестивале «Инстанция. Музыка 2000» в парке Горького 17 июля 1999 года. Осенью DJ Dan записал ремикс на композицию «001» Валерия Сюткина, который выйдет бонус-треком на новом альбоме Сюткина и на будущем диске самого Дэна.
В начале 2000 года вышла вторая часть компиляции «Книга джунглей». В том же году Дэн выпустил на лейбле Classic Company сольный альбом «Шоссе», состоящий из лучших треков в жанре драм-н-бейс, написанных в период с 1996 по 2000 год, включая ремиксы на таких исполнителей, как Валерий Сюткин и Кристиан Рэй, трек «Мальчишник 2000» и  известную композицию от Storm Crew — «Step off» (совместная работа с Грувом).
В 2001 году DJ Дэн выпустил на лейбле Classic Company вторую часть компиляции «Шторм», на которой Дэн представил слушателям начинающих отечественных исполнителей.
В феврале 2002 года DJ Дэн заявил в журнале «Птюч» о прекращении своей работы в программе «Шторм» на радио «Динамит FM» и о прекращении деятельности ассоциации Storm Crew. По словам диджея, причиной тому стала коммерция, которая стала преобладать над идеями. Также Дэн сообщил о том, что в марте выйдет новый альбом «Барбитуры» под названием «Конструктор». В майском номере журнала сообщалось о том, что первый тираж нового альбома «Барбитуры» разошёлся за неделю.
В 2004 году DJ Dan выпустил на лейбле Mediatone компиляцию «Bassheads (Drum & Bass Mix)», а в следующем году — «Drum’n’Bass Classic (Ragga Tunes)».
Летом 2011 года Дэн открыл кайт-станцию в Египте.
26 апреля 2016 года Дэн принял участие во флешмобе, который провели танцоры брейк-данса первой волны из стран бывшего СССР в рамках тридцатилетия первого брейк-данс-фестиваля.

## Личная жизнь
Котов был женат дважды. Впервые женился в 1989 году, однако брак продержался всего один месяц. В 2012 году женился снова и вместе со второй супругой воспитывает дочь.

## Критика
В октябре 1998 года журнал «Птюч», делая обзор на альбом «Барбитуры» «Планета рок», отметил на альбоме «много дубового и прямолинейного», выделив оттуда «хит» «Так далеко… так близко…».
В июне 1999 года журнал «Птюч» описывая карьеру Дэна, назвал его «одним из первых, кто начал серьёзно заниматься джангл-культурой вместе со своим другом диджеем Грувом».
В ноябре 2000 года музыкальный редактор журнала «Птюч», Олег Сухов, оценил дебютный альбом диджея Дэна «Шоссе» на твёрдую четвёрку, назвав «Лирику» лучшим треком за гитарные партии Михаила Воинова. Другой редактор, Алексей Борисов, похвалил инструментальную часть альбома, посчитав, что Дэн вполне мог бы обойтись без русскоязычных певцов.
В феврале 2001 года музыкальный редактор журнала «Птюч», DJ Magic B, рецензируя совместный релиз диджея Дэна и проекта «Uzhas», отметил энтузиазм авторов, которые «вместо пустой болтовни предпочитают заниматься делом». В том же номере журнала «Птюч» редактор Стас Димухаметов назвал диджеев Грува и Дэна «отцами российского драм-н-бейса».
В августе 2001 года Вера Квливидзе (от лейбла Storm Crew) в журнале «Птюч» в своей статье о появлении драм-н-бейса в России упомянула, что в России первыми диджеями, которые стали играть джангл, были диджеи из Питера (Boomer и Took) и Москвы (Groove и Dan).

### Рейтинги
В 2007 году альбом «Планета Рок» группы «Барбитура» (Дэн, Мутабор и Михаил «Мышц» Воинов) вошёл в список «10 лучших альбомов российского танцпола» российского издания журнала Billboard.
В 2017 году альбом «Планета рок» группы «Барбитура» (Дэн, Мутабор и Михаил «Мышц» Войнов) вошёл в список «15 знаковых альбомов в истории российской электроники» онлайн-журнала Mixmag Magazine.

## Награды и номинации
- 14 августа 1989 года Дэн занял первое место в стиле «электрик-буги» и был награждён дипломом «Grandmaster Electric Boogie» на Всесоюзном брейк-данс-фестивале Papuga '89 (Паланга, Литва)[8][9].
- 5 ноября 1989 года Дэн занял третье место в стиле «электрик-буги» на Всесоюзном фестивале популярных танцев «Колобок '89» (Горький, ныне — Нижний Новгород)[54].
- В 1998 году DJ Dan был представлен в номинации «DJ года» на церемонии вручения премий в области танцевальной культуры «Funny House Dance Awards '97», учреждённой радио «Максимум» и «Райс-ЛИС'С». Церемония прошла в развлекательном комплексе «Пирамида» (СК «Олимпийский») 24 января 1998 года[55] и транслировалась по телеканалу Муз-ТВ.
- В 1998 году DJ Dan был представлен в номинации «DJ года» на российской церемонии награждения премии «Золотой Птюч '97», организованной журналом «Птюч» в московском клубе «Мастер» 20 февраля 1998 года[35].
- В 1999 году DJ Dan был представлен в номинации «DJ года» на российской церемонии награждения премии «Золотой Птюч '98», организованной журналом «Птюч» в московском клубе «Мастер» в апреле 1999 года[56].
- В 2000 году Дэн победил в номинации «DJ года» на российской церемонии награждения премии «Золотой Птюч '99», организованной журналом «Птюч» в феврале 2000 года[57].
- В 2001 году ремикс диджея Дэна на песню «Ноль ноль первый» Валерия Сюткина победил в номинации «Ремикс-2000» на российской церемонии награждения премии «Золотой Птюч», организованной журналом «Птюч» 6 апреля 2001 года[58][59]. На этой же церемонии DJ Дэн был представлен в номинациях «DJ-2000» и «Диск-2000» за альбом «Шоссе»[60][61].
- С 2004 по 2010 год DJ Дэн входил в рейтинг лучших диджеев страны «Top 100 DJ России» по итогам онлайн-голосования на сайте DJ.ru[62]:
  - Top 100 DJ 2004 — 9 место
  - Top 100 DJ 2005 — 17 место
  - Top 100 DJ 2006 — 20 место
  - Top 100 DJ 2007 — 44 место
  - Top 100 DJ 2008 — 92 место
  - Top 100 DJ 2009 — 94 место
  - Top 100 DJ 2010 — 89 место
- В 2006 году DJ Дэн занял 15 место в рейтинге «Pro Top 100 DJ» на основе опроса около 200 лучших диджеев России, промоутеров, арт-директоров клубов[62].
- В 2016 году подкаст Storm Podcast#3 от Storm Crew (DJ Dan и DJ Groove) занял 6 место в номинации «Подкасты и радиошоу 2016» в  российском чарте электронной и танцевальной музыки «Hot 100 DJ»[62].

## Дискография
Сольные альбомы
- 2000 — Шоссе

Мини-альбомы
- 2001 — Promo EP (12") (DJ Dan & Uzhas)

Микстейпы
- 1997 — Total Breaks (DJ Dan)

Мальчишник
- 1992 — Поговорим о сексе
- 1993 — Мисс большая грудь
- 1995 — Кегли
- 2001 — Сандали
- 2002 — Оглобля
- 2004 — Пена
- 2004 — Мальчишник @ С.П.Б.
- 2006 — Weekend

Storm Crew
- 1997 — E.P. New Level

Барбитура
- 1997 — Планета рок
- 1999 — Цифры
- 2002 — Конструктор
- 2003 — Untitled Folder
- 2003 — Dub Plates
- 2004 — New Life